# Andy Kaufman
Andrew Geoffrey Kaufman (17. siječnja, 1949. – 16. svibnja, 1984.), američko-židovski zabavljač.
Iako ga se smatra komičarom, ekscentrični Kaufman je odbijao takvu oznaku;  mrzio je šale i tradicionalne oblike humora te prakticirao antihumor i dadaistički apsurdizam;  također je uključivao glazbu i pjesmu.  Nastupi su mu često bili na prvi mah nerazumljivi te usmjereni na zbunjivanje i provociranje publike.  Mnogi obožavatelji vjeruju da je čak i njegova prerana smrt od raka pluća bila lažirana, posljednja šala prije povlačenja iz javnosti.

## Karijera
Kaufman je odrastao u New Yorku i već kao dječak imao je talenta za javne nastupe.  Pohađao je Grahm Junior College gdje je izučavao televizijske djelatnosti usput se baveći stand-up komedijom u malim klubovima u New Yorku i Istočnoj obali.

### Čovjeka Iz Inozemstva
Prvi zapaženiji nastup bila mu je uloga Čovjeka Iz Inozemstva:  kao stranac u nekom klubu bi izvodio užasno loše oponašanje poznatih ličnosti.  Primjerice, najavio bi da će glumiti predsjednika Cartera, a zatim bi lažnim naglaskom rekao: "Pozdrav, ja sam gospodin Carter, predsjednik Sjedinjenih Država.  Puno vam hvala".  Publika bi reagirala s bijesom zbog lošeg nastupa, ili bi čak sažalijevala nesretnog komičara koji bi se, nakon što bi bio izviždan pred svima, rasplakao na pozornici.  Kasnije bi gledatelji većinom shvatili da su bili izigrani što je postao zaštitni znak Kaufmanovih nastupa.  Kao Čovjek Iz Inozemstva bio je uspješan u oponašanju Elvisa Presleyja.  1975. stekao je popularnost nastupom u Saturday Night Live, a sljedeće godine je glumio u filmu God Told Me To.  Sedamdesetih je u nastupima često surađivao s glazbenicom Laurie Anderson.

### Latka
1978. lik Čovjeka Iz Inozemstva iskoristio je u humorističnoj seriji Taxi.  Kaufman je mrzio televizijske serije i nije bio sasvim zadovoljan činjenicom da će glumiti u jednoj.  Da bi mu tvorci serije ugodili, dopustili su da njegov lik, Latka Gravas, pati od poremećaja višestruke ličnosti što mu je davalo slobodu djelovanja koju je koristio i kako bi ismijavao ostale likove oponašanjem.  Publika bi u njegovim javnim nastupima ponekad tražila da glumi Latku na što bi ljutiti Kaufman reagirao tako da bi počeo glasno čitati roman Veliki Gatsby, F. Scotta Fitzgeralda;  ispočetka bi se gledatelji smijali, ali bi im nakon nekog vremena dosadilo jer bi čitao dugo i jako velike dijelove knjige.

### Tony Clifton
Jedan od poznatih likova koje je Kaufman glumio bio je Tony Clifton, bahati i nepristojni klupski pjevač.  Clifton bi obično otvarao Kaufmanove nastupe, a kasnije je čak i imao i vlastite koncerte diljem zemlje.  Umjesto Andyja, ponekad su ga glumili njegov brat Micheal ili prijatelj i suradnik Bob Zmuda.  Jedno vrijeme, ljudima je bilo nejasno da Clifton nije stvarna osoba.  Novinari bi ga intervjuirali, a kada bi mu spomenuli Kafmana i njihovu suradnju, Clifton bi se razbjesnio i tvrdio da ga Kaufman iskorištava kako bi se obogatio.  Na Kaufmanovo inzistiranje, Clifton je "pozvan" da kao gost nastupi u seriji Taxi;  na snimanju je napravio nered zbog kojeg su ga zaštitari izbacili iz studija.  Incident je, na Kaufmanovo oduševljenje, opisan u lokalnim novinama.

### Hrvanje
Kaufman je bio ljubitelj profesionalnog hrvanja i jedno vrijeme je u nastupima organizirao hrvačke mečeve u kojima bi se borio isključivo protiv žena nudeći 1000 dolara onoj koja bi ga mogla poraziti;  sam se proglasio Međuspolnim hrvačkim prvakom svijeta.  Zbog toga je razbjesnio gledatelje Saturday Night Live koji su glasali da ga se protjera iz emisije (iako je ostalo nejasno je li i to bila samo osmišljena šala).  Jednom se okušao i u borbi protiv muškarca, profesionalnog hrvača Jerryja Lawlera.  Prvo ga je javno isprovocirao, a provokacije je nastavio i u ringu.  Borba je bila prenošena na televiziji, a Kaufman je u njoj osramoćen i tobože slomio vrat.  Nakon toga, gostovali su kod Davida Lettermana gdje je Kaufman prijetio sudskom tužbom jer je Lawler njegovu šalu preozbiljno shvatio.  Na to je Lawler reagirao tako što ga je udario i srušio sa stolice;  Kaufman je pobijesnio te ga izvrijeđao i zatim pobjegao iz studija.  Tek deset godina nakon njegove smrti otkriveno je da je sve bilo namješteno te da Andy uopće nije bio ozlijeđen u borbi, a zapravo je bio i dobar prijatelj s Lawlerom.

### Fridaysincident
1981. je sudjelovao u emisiji Fridays gdje je već u prvom nastupu uživo, skeču o četvero ljudi koji za večerom u restoranu puše marihuanu, napravio incident odbivši govoriti svoj glumački tekst.  To je razbjesnilo ostale komičare uključene u skeč, pa je jedan od njih pred kamerama odšetao po kartice s tekstom za podsjećanje i dao ih Kaufmanu na što je on reagirao polivši ga čašom vode.  Nastup je na kraju nasilno prekinut reklamom;  nije ostalo poznato jesu li i ostali glumci dobrovoljno sudjelovali u skeču koji je Kaufman smislio, ili je on protivno njihovoj volji prekinuo planirani program.  Sljedeći tjedan se ipak ispričao na televiziji zbog incidenta.  Kasnije je opet nastupao u Fridays;  u jednoj emisiji je pjevao pjesme s gospel-pjevačicom Kathie Sullivan te najavio da je zaručen s njom i mu se vratila vjera u Isusa, ali i to je također bila šala.

## Smrt i glasine o lažiranju
Kaufman je umro u svibnju 1984. u dobi od 35 godina zbog oštećenja bubrega uzrokovanog metastazom rijetke vrste raka pluća.  Bolest mu je dijagnosticirana u prosincu 1983. godine i bila je već uznapredovala tako da mu ni radioterapija nije bila od pomoći (pokušao je i s alternativnom medicinom).  Svoje stanje je sve do samog kraja tajio od drugih.  Mnogi su sumnjali da je i smrt bila samo čudna konačna šala ekscentričnog komičara koji se odlučio povući iz javnosti.  Prijatelji i obitelj su navodili da Andy nikada nije pušio, da nije često pio alkohol te da je bio vegetarijanac i prakticirao meditaciju.  Rak pluća tada je bio vrlo rijedak među nepušačima i ljudima mlađim od 50 godina.  Kaufman je jednom čak govorio o tome da bi se, ako lažira vlastitu smrt, vratio dvadeset godina kasnije.  16. svibnja 2004., na obljetnicu, prijatelji su mu priredili zabavu Dobrodošao Andy, no nije se pojavio.
Mnogi obožavatelji doista vjeruju da je Kaufman lažirao smrt i u prilog toj teoriji navode razne dokaze, no njihova vjerodostojnost ostaje upitna.  U anketi na IMDB proglašen je za slavnu ličnost koja je najvjerojatnije lažirala vlastitu smrt, pobijedivši Elvisa Presleyja, Jima Morrisona, Jamesa Deana i Jimija Hendrixa.  Bob Zmuda, Andyjev suradnik i prijatelj, je priznao da je on doista govorio o takvoj prijevari, no da osobno ipak vjeruje da je Andy umro  - čak i ako ne 1984. onda nešto kasnije - jer bi se da je živ javio barem obitelji.  Nakon 1984. otkriveno je također da je Kaufman imao kćer Mariu koju je morao dati na posvojenje i koja nije znala da joj je on biološki otac sve do njegove smrti.  O njegovom životu Miloš Forman je 1999. snimio igrani film Čovjek na Mjesecu gdje ga glumi Jim Carrey.
Osoba koja tvrdi da je Andy Kaufman održala je konferenciju za novinare 9. Studenog 2008. Konferencija se održala u New Jerseyju, a na njoj je Kaufman otkrio svoje mišljenje o filmu "Smrt Andyja Kaufmana", te smisao života. Na konferenciji su bili prisutni svega četiri odabrana novinara.
Trenutno su u tijeku pripreme za 16. Svibanj, 25. godišnjicu Kaufmanove navodne smrti.

## Vanjske poveznice
- Andy Kaufman u internetskoj bazi filmova IMDb-u (engl.)
- Službene stranice  Arhivirana inačica izvorne stranice od 17. veljače 2007. (Wayback Machine)